# Самогонные аппараты непрерывного действия

A. Бражная колонна
B. Спиртовая колонна
1. Брага
2. Пар
3. Слив отработанной браги
4. Спиртовые пары
5. Слив тяжелых фракций обратно в бражную колонну
6. Сбор спирта
7. Конденсация спирта в верхней части спиртовой колонны
- Обе колонны предварительно прогреваются водяным паром

Брагоректификационная колонна, также называемая непрерывной колонной или колонной Коффи  представляет собой комбинацию двух и более ректификационных колонн. Подобные колонны пригодны для получения спирта крепостью до 95 % об.

## Принцип работы
Дистиллятор Коффи был одним из первых аппаратов непрерывного действия и состоит из двух колонн: бражной и спиртовой. Принцип его работы следующий: холодная брага постоянно подается в брагоподогреватель второй колонны, который одновременно является также элементом дефлегмации. Будучи нагретой до температуры около 90°С, брага поступает на тарелки первой, бражной колонны. Здесь, встречаясь с паром, который подается в нижнюю часть колонны, брага вскипает и теряет спиртовые фракции. Но спиртовой пар, поднимаясь вверх и встречаясь с брагой, также частично конденсируется, т.е. в колонне происходит многократное испарение и конденсация спиртовых паров, отчего отработанная брага, сливаемая из нижней части бражной колонны, практически не содержит спирта.
Окончательная очистка происходит во второй, спиртовой колонне. Наиболее тяжелые фракции, выделяемые в этой колонне примешиваются к браге, конденсация спиртовых паров производится в верхней части колонны, а головные фракции выпускаются в газообразном состоянии (на рисунке не показаны). Таким образом, в брагоректификационной колонне происходит фракционная дистилляция.
Непрерывные колонны отличаются высокой производительностью, но полученные спирты содержат мало ароматических веществ. Поэтому они пригодны для приготовления бренди и  зернового виски, но не солодовых и коньяка. Советские "коньяки" изготовлялись путем купажирования коньячных спиртов непрерывной перегонки и спиртов, полученных перегонкой традиционныи кубовым методом.

## Аппараты непрерывного действия в домашнем самогоноварении

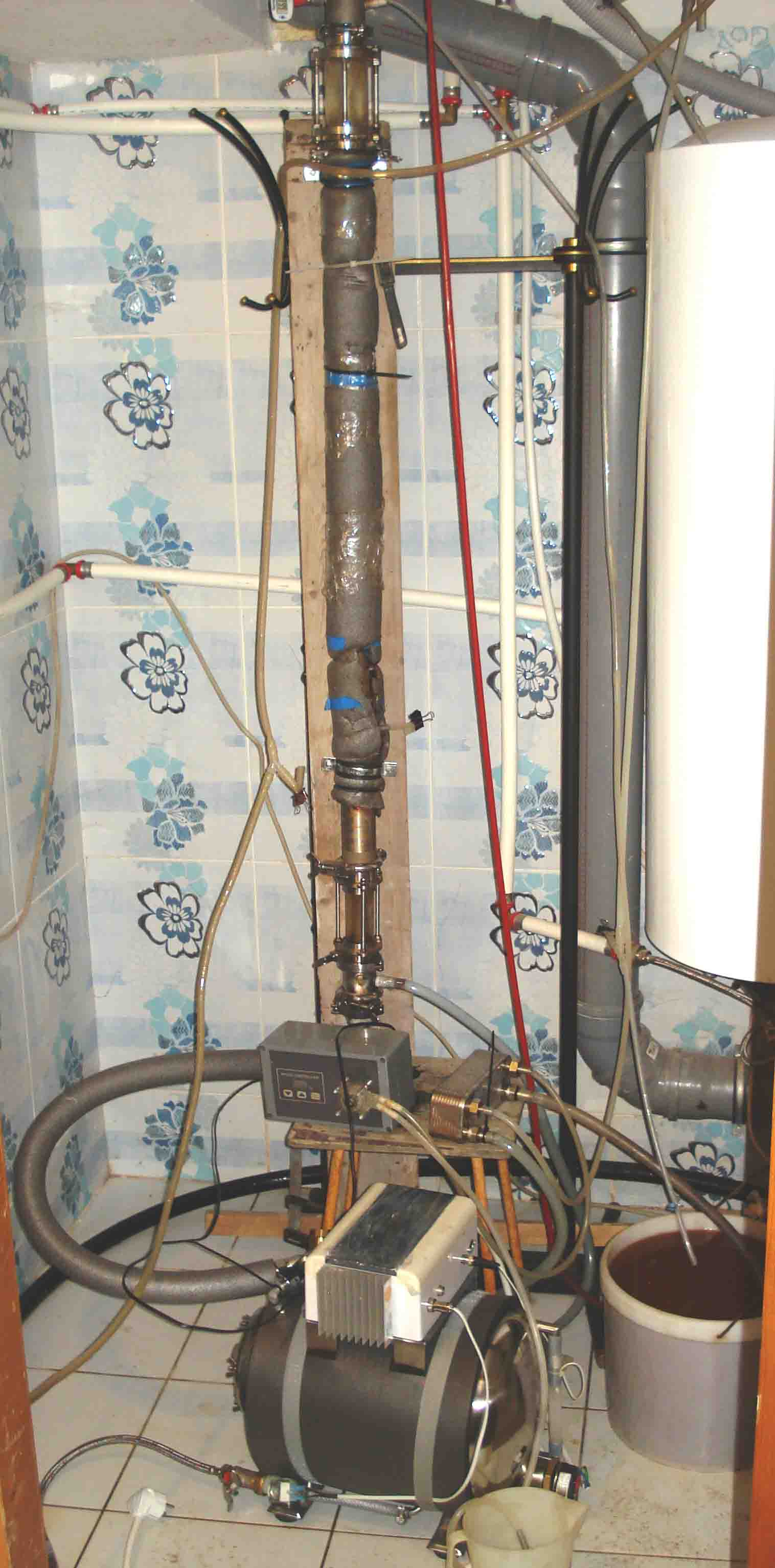
Бытовая бражная колонна, собранная из комплектующих разных производителей

В быту получили распространение упрощенные аппараты Коффи, состоящие только из одной, бражной колонны: сразу за ней ставится холодильник для конденсации спиртовых паров. Поскольку вторая, ректификационная колонна в бытовых аппаратах непрерывного действия отсутствует, то холодильник также может служить и брагоподогревателем: для этого в качестве охлаждающего агента используется холодная брага. Пройдя через рубашку холодильника, эта брага уже нагретой поступает в колонну.
Подобные аппараты позволяют получать спирт-сырец крепостью 50 - 70 % об., а также значительно более высокого качества, нежели с помощью простейших самогонных аппаратов. Производительность бытовых бражных колонн также выше и составляет 3 - 5 литров в час. Как правило, в домашнем самогоноварении непрерывные аппараты используются только для получения спирта-сырца, а уже вторая перегонка производится с помощью традиционного аппарата периодического действия, оснащенного ректификационной колонной.
В качестве источника пара в бытовых бражных колоннах можно использовать тот же перегонный куб, что и в аппаратах периодического действия. Таким образом, непрерывные колонны, несмотря на другой принцип действия, имеют одинаковые комплектующие с традиционными самогонными аппаратами. Поэтому производители бытовых бражных колонн предлагают дополнительные детали, которые позволяют превратить эту колонну в ректификационную для второй перегонки. Возможна и "обратная" технология: доукомплектование ректификационной колонны периодического действия до непрерывной бражной.